# Nitocris
Nitocris (tiếng Hy Lạp: Νίτωκρις) đã được tuyên bố là pharaoh cuối cùng của triều đại thứ sáu của Ai Cập cổ đại. Tên của cô được tìm thấy trong Lịch sử của Herodotus và trong các tác phẩm của Manetho, nhưng tính lịch sử của cô là nghi vấn. Nếu cô ấy thực sự là một người trong lịch sử, thì cô ấy có thể là một nữ hoàng interregnum, em gái của Merenre Nemtyemsaf II, con gái của Pepi II và Nữ hoàng Neith. Ngoài ra, nhà Ai Cập học và nhà giải phẫu Kim Ryholt đã lập luận rằng Nitocris là huyền thoại nhưng xuất phát từ một nhân vật lịch sử, nam pharaoh Neitiqerty Siptah, người kế vị Merenre Nemtyemsaf II trong giai đoạn chuyển tiếp giữa Vương quốc cũ và Trung cấp thứ nhất.